# Gabriele Cirilli
Gabriele Cirilli (Sulmona, 12 giugno 1967) è un comico, cabarettista, attore, umorista e scrittore italiano.

## Biografia

### Gli esordi sul grande schermo
Nato nel comune abruzzese di Sulmona, si diploma presso il Laboratorio di esercitazioni sceniche diretto da Gigi Proietti, lavorando in teatro, cinema e televisione, dove appare per la prima volta nel 1986 come concorrente a Il gioco delle coppie, condotto da Marco Predolin. Debutta nel programma Seven Show nei panni del maestro d'orchestra Mino di Vita. Diventa popolare grazie alla partecipazione a varie edizioni di Zelig, all'inizio vestendo i panni della borgatara romana Kruska, l'amica di Tatiana, da cui nasce il tormentone Chi è Tatiana?!?..., che dà anche il titolo, oltre che a un libro omonimo e ad uno spettacolo teatrale, al film Chi è Tatiana (2001), regia di Roberto Campili.
Il primo ruolo da protagonista al cinema è nel film Un bugiardo in paradiso (1998), regia di Enrico Oldoini, con Paolo Villaggio. Lavora anche in alcune fiction tv, tra cui: Scoop (1991), regia di José María Sánchez, Assunta Spina (1992), regia di Sandro Bolchi, e Chiara e Francesco (2007), regia di Fabrizio Costa, miniserie tv sulla vita di Santa Chiara e San Francesco in onda su Rai Uno. Tra il 2006 e il 2007 è impegnato con lo spettacolo teatrale Donna Gabriella e i suoi figli. Nel 2007, insieme alla ballerina professionista Vicky Martin, Cirilli è tra i partecipanti al talent show di Rai Uno Ballando con le stelle 4, condotto da Milly Carlucci. Dal 2009 è nel cast di Un medico in famiglia, dove interpreta Dante Piccione, un giocatore d'azzardo un po' ingenuo ma giocherellone, che si fidanzerà e poi si sposerà con Melina. Nel 2010 è impegnato nello spettacolo teatrale Cirque du Cirill, a data unica, trasmesso in Rai; nel cast anche Noemi. Il 20 giugno 2010 è ospite di Paola Ferrari a Notti Mondiali, in diretta da Piazza di Siena a Roma. 
Dal 2009 Cirilli è testimonial ufficiale dell'associazione di volontariato dei City Angels.

### L'esperienza aTale e quale show(2012-2017)

Gabriele Cirilli nel 2001 mentre interpreta il personaggio di Kruska, l'amica di Tatiana

Nella primavera del 2012 Cirilli partecipa come concorrente alla prima edizione talent di Rai1 Tale e quale show nelle vesti di Pino Daniele (prima puntata), Luciano Pavarotti (seconda puntata), Giusy Ferreri (terza puntata) e Freddie Mercury (quarta e ultima puntata), arrivando 3º dietro a Serena Autieri ed Enzo Decaro. È l'unico concorrente a essere confermato in gara per la seconda edizione del programma, dal settembre successivo, dove interpreta Edoardo Bennato (prima puntata), Luciano Ligabue (seconda puntata), Orietta Berti (terza puntata), Claudio Villa (quarta puntata), Stevie Wonder (quinta puntata), Pupo (sesta puntata), Johnny Dorelli (settima puntata) e Max Pezzali (ottava puntata); in seguito partecipa al torneo dei campioni, interpretando Psy (prima puntata), Edoardo Vianello (seconda puntata), Nikka Costa (terza puntata) e nuovamente PSY nella quarta e ultima puntata. Particolare successo ha l'imitazione del rapper coreano PSY, con la quale Cirilli vince la puntata. Il 12 gennaio 2013 si esibisce anche nella puntata speciale "Duetti" dello stesso varietà, imitando nuovamente Edoardo Bennato e duettando con Gigliola Cinquetti, che imita Gianna Nannini. 
Nello stesso anno interpreta Claudio Villa in Volare - La grande storia di Domenico Modugno.
Partecipa anche alla terza edizione del settembre 2013 del programma in qualità di ospite d'onore fuori gara con delle Mission Impossible affidategli dal conduttore Carlo Conti. Interpreta i Ricchi e Poveri (prima puntata), Wanda Osiris (seconda puntata), Valter Brugiolo (terza puntata), Bee Gees (quarta puntata), Celia Cruz (quinta puntata), Gene Simmons dei Kiss (sesta puntata), i Beatles (settima puntata), Al Bano e Romina Power (ottava puntata), Orietta Berti (nona puntata), gli ABBA (decima puntata), Wess e Dori Ghezzi (undicesima puntata) e I Tre Tenori insieme a Carlo Conti e Leonardo Pieraccioni (dodicesima puntata). 
Intanto partecipa  al film campione d'incassi Matrimonio al sud con Massimo Boldi ambientato in Puglia.
Manterrà il ruolo dell'ospite d'onore anche nella quarta edizione di Tale e quale show, imitando tra gli altri la vincitrice di The Voice Suor Cristina Scuccia e quella dell'Eurovision Song Contest 2014 Conchita Wurst, e fino alla settima del 2017.

### Le varie apparizioni in tv (2015-2019)
Il 13 febbraio 2015 è ospite durante la quarta serata del Festival di Sanremo 2015, nella quale si esibisce in un monologo sulla paura di volare in aereo. Dal 17 marzo 2016 conduce su LA7 il talent per comici Eccezionale veramente. A dicembre prende parte a NaTale e quale show. Nel 2018 e 2019 a teatro interpreta la parte di Gomez Addams nel musical La famiglia Addams.

### Il ritorno aTale e quale showeZelig(2020-2024)
Nel 2020 torna come ospite fisso a Tale e quale show superando le 75 imitazioni fatte in 7 edizioni del programma  e il 6 novembre conduce la seconda puntata di Tale e quale show - Il torneo insieme a Giorgio Panariello, Vincenzo Salemme e Loretta Goggi per l'assenza di Carlo Conti, ricoverato causa COVID-19.
Nel novembre del 2021 dopo 14 anni torna ad esibirsi a Zelig.
Nel 2022 partecipa a Il cantante mascherato sotto la maschera del pinguino, a Nudi per la vita e torna come concorrente a Tale e quale show in coppia con Francesco Paolantoni; insieme vincono la terza puntata interpretando Stanlio e Ollio. Prende parte anche a NaTale e quale show con Valeria Marini e a Tali e quali e Tale e Quale Sanremo nuovamente con Paolantoni.  A settembre tornano di nuovo in gara a Tale e quale show, seguito poi da Tale e quale show - Il torneo e ancora Tali e quali e Tale e quale Sanremo a inizio 2024. Nell'ottobre seguente è il quarto giudice di una puntata di Tale e quale show. In parallelo torna a teatro con diversi spettacoli.

## Filmografia

### Attore

#### Cinema
- In nome del popolo sovrano, regia di Luigi Magni (1990)
- Gole ruggenti, regia di Pier Francesco Pingitore (1992)
- Un bugiardo in paradiso, regia di Enrico Oldoini (1998)
- Carta vetrata, regia di Gabriele Fontana (1999)
- La città invisibile, regia di Giuseppe Tandoi (2010)
- Buona giornata, regia di Carlo Vanzina (2012)
- Matrimonio al Sud, regia di Paolo Costella (2015)
- Nati 2 volte, regia di Pierluigi Di Lallo (2019)

#### Televisione
- Scoop, regia di José María Sánchez – miniserie TV (1991)
- Assunta Spina, regia di Sandro Bolchi – miniserie TV (1992)
- Dio vede e provvede, regia di Enrico Oldoini – serie TV (1996)
- Linda e il brigadiere – serie TV, episodio L'asciugamano scomparso (1997)
- Belli dentro, regia di Gianluca Fumagalli – serie TV, episodio L'epidemia (2005)
- Chiara e Francesco – miniserie TV (2007)
- Un medico in famiglia – serie TV (2009-2013)
- Notte prima degli esami '82 – miniserie TV (2011)
- Volare - La grande storia di Domenico Modugno – serie TV (2013)
- Digitare il codice segreto, regia di Fabrizio Costa – film TV - ciclo "Purché finisca bene" (2021)

### Doppiatore
- Chicken Little - Amici per le penne (2005)

## Televisione
- Il gioco delle coppie (Canale 5, 1986) Concorrente
- Stasera mi butto... e tre (Rai 2, 1992) Concorrente
- GNU (Rai 3, 1999)
- Zelig (Canale 5, 2003-2007, 2021)
- Ballando con le stelle (Rai 1, 2007) Concorrente
- BravoGrazie (Rai 2, 2007)
- Zecchino d'Oro (Rai 1, 2007, 2021, 2023)[6]
- Tale e quale show (Rai 1, 2012-2017, 2020, 2022-2024)[7]
- Tale e quale show - Il torneo (Rai 1, 2012-2017, 2020, 2023)
- Red or Black - Tutto o niente (Rai 1, 2013)
- Colorado (Italia 1, 2015)
- Techetechetè (Rai 1, 2015) puntata 73
- Eccezionale veramente (LA7, 2016)
- NaTale e quale show (Rai 1, 2016, 2022)
- La nuova edicola (Tv8, 2017-2018)
- Portati una sedia (Telenorba, 2019)
- Most Ridiculous (Comedy Central, 2019)
- Il cantante mascherato (Rai 1, 2022) Concorrente
- Nudi per la vita (Rai 2, 2022) Concorrente
- Tali e quali (Rai 1, 2023-2024) Concorrente
- Tale e quale Sanremo (Rai 1, 2023-2024) Concorrente
- Back to School (Italia 1, 2023) Concorrente
- Only Fun - Comico show (Nove, 2023)

## Teatro
- Donna Gabriella e i suoi figli (2006-2007)
- Cirque du Cirill (2010, 2019)
- La famiglia Addams (2018-2019)
- Mi piace ... di più (2018-2020)
- Duepuntozero (2023)
- Nun te regg più (2023-2024)
- Cirilli & Family (2024-2025)

## Libri
- Chi è Tatiana?!?, Arnoldo Mondadori Editore, 2000
- Ma come 'azz porti 'sti capelli?, Mondadori, 2002
- Voglio tornà bambino!, Mondadori, 2003
- Ciao Papà, Mondadori, 2005
- Non si butta via gnente: ricordi e ricette da conservare, 2013